# Microptila indra
Microptila indra är en nattsländeart som beskrevs av Schmid 1960. Microptila indra ingår i släktet Microptila och familjen smånattsländor. Inga underarter finns listade i Catalogue of Life.